# Apocryptus garhwalensis
Apocryptus garhwalensis är en stekelart som beskrevs av Gupta 1983. Apocryptus garhwalensis ingår i släktet Apocryptus och familjen brokparasitsteklar. Inga underarter finns listade i Catalogue of Life.